# Самотната колоездачка
„Самотната колоездачка“ (на английски: The Adventure of the Solitary Cyclist) е разказ на писателя Артър Конан Дойл за известния детектив Шерлок Холмс. За първи път е публикуван през 1903 г. и е включен в сборника „Завръщането на Шерлок Холмс“, издаден през 1905 година. 

## Сюжет
Внимание:  Текстът по-долу разкрива сюжета на произведението (или части от него)!
През април 1895 г. към Шерлок Холмс се обръща за помощ младата дама Вайълет Смит. След смъртта на баща си, тя живее с майка си в крайна бедност, когато от обява във вестник „Таймс“ научава, че ги търсят. При срещата с адвоката, посочен в обявата, се запознава с двама господа – Удли и Каръдърс, пристигнали от Южна Африка. Представят се за познати на Ралф Смит, чичо на Вайълет, който от дълги години е живял в Йоханесбург и преди смъртта си там ги е упълномощил да се грижат за племенницата му. Господин Каръдърс, приятен мъж на средна възраст, предлага на госпожица Смит да преподава пиано на дъщеря му срещу много щедър хонорар. Тя остава да живее в дома му, като се прибира при майка си с влак в края на всяка седмица. След известно време в къщата на Каръдърс идва Удли, който се опитва настойчиво и неприятно да се сближи с Вайълет Смит, но след намесата на собственика на дома Удли изчезва. Скоро след това, госпожица Смит забелязва, че всеки път, когато кара велосипед на път за гарата, след нея има колоездач, който я следи отдалече.
Ангажиран и с друг случай, Холмс предлага на Уотсън да отиде до мястото, където стават тези загадъчни събития, за да проучи нещата. Уотсън наистина вижда, че госпожица Смит е съпровождана от мистериозен колоездач, но тъй като е неопитен в следенето, не научава нищо ново, за което получава строг упрек от Холмс. На следващия ден Холмс лично отива на проучване и се връща с разбито лице. В местната механа Холмс е срещнал Удли, който, ядосан от въпросите на Холмс, се е нахвърлил върху него с юмруци. Холмс е победил в свадата, но не е постигнал напредък в разследването.
Изведнъж Холмс и Уотсън получават телеграма от Вайълет Смит, в която тя обявява, че ще напусне къщата на Каръдърс, тъй като той ѝ е предложи да се омъжи за него и макар да е истински джентълмен, тя е против, тъй като вече е сгодена. Отивайки на среща с госпожица Смит, Холмс и Уотсън откриват, че файтонът, с който тя е тръгнала за гарата, е празен, а госпожица Смит е отвлечена. В същото време, Холмс и Уотсън срещат мистериозния колоездач, който се оказва маскираният Каръдърс, загрижен за сигурността на госпожица Смит. Тримата хукват да я търсят в околните гори и откриват първо ранения лакей, карал двуколката, а след това и самата Вайълет Смит, заедно с господин Удли и негов съучастник, компрометиран свещеник на име Уилямсън. Удли твърди, че току-що е станала законна сватбена церемония и госпожица Смит вече е негова съпруга. В отговор на това Каръдърс стреля по Удли и сериозно го ранява, след което прави пълни признания.
Оказва се, че починалият в Йоханесбург Ралф Смит е оставил голямо наследство на племенницата си Вайълет Смит, но не е успял да ѝ съобщи за него. Каръдърс и Удли решават да измамят госпожица Смит да се ожени за един от тях и да си разделят нейното състояние. Каръдърс е трябвало да покани госпожица Смит за гувернантка, а Удли да я ухажва, докато получи нейното съгласие за брак. При близкото си запознанство с госпожица Смит, обаче, Каръдърс се влюбва в нея и решава да се откаже от престъпния план и изгонва натрапника Удли. За да я предпази, той винаги е придружавал госпожица Смит при самотните ѝ преходи с велосипеда. Вбесен от неговото решение, Удли с помощта на Уилямсън отвлича Вайълет Смит за принудителна сватбена церемония, за която Холмс е убеден, че ще бъде счетена за невалидна, предвид обстоятелствата.
В епилога Уотсън споделя, че впоследствие госпожица Смит се е омъжила за своя годеник, Удли и Уилямсън са осъдени на дългогодишен затвор, а поправилият се Каръдърс вероятно е получил значително по-лека присъда.

## Интересни факти
Цитат от разказа: „Бележникът за 1895 година показва, че първата ни среща с госпожица Вайълет Смит се е състояла на 23 април, събота.“. Тук авторът е направил грешка, тъй като 23 април 1895 г. е вторник.
Разказът е адаптиран през 1968 г. в сериала на Би Би Си с Питър Кушинг. Епизодът вече е загубен.
Версията с Джеръми Брет на Granada TV от 1984 г. е относително вярна към оригиналната история.